# A Política como Vocação
A política como vocação (em alemão Politik als Beruf) foi uma conferência proferida pelo economista e sociólogo alemão Max Weber a estudantes da Universidade de Munique em janeiro de 1919 e publicada em outubro deste mesmo ano.
Neste texto Max Weber apresenta uma definição do conceito de Estado que se tornou referência para o pensamento político ocidental influenciando o direito, a sociologia e as ciências políticas e as teorias sobre as relações internacionais. Segundo o autor, o Estado se caracteriza pelo exercício do monopólio legítimo da violência sobre um determinado território. As formas de legitimação do poder são um componente importante da obra de Max Weber, tido como um dos três autores fundamentais da Sociologia como disciplina ao lado de Émile Durkheim e Karl Marx.

## O Estado como detentor do monopólio da violência
Weber compreende como “política” qualquer tipo de liderança independente em ação. Por se tratar de um termo que abarca uma grande gama de relações humanas, para fins de sua palestra, limita o uso do termo ao tipo de liderança exercida pelas associações políticas e, mais especificamente, pelo Estado.
Ele reconhece que o uso da força é um meio específico de atuação do Estado: “O Estado é uma comunidade humana que pretende, com êxito, o monopólio do uso legítimo da força física dentro de um determinado território”. Essa entidade assume-se como a única fonte do direito de usufruto da violência.
Em decorrência disso, a “política” significaria a participação no poder ou a luta para influir na distribuição do poder.“Quem participa ativamente da política, luta pelo poder quer como um meio de servir a outros objetivos, ideais ou egoístas, quer como 'o poder pelo poder', ou seja, a fim de desfrutar a sensação de prestígio atribuída ao poder”.
Em última instância, o Estado seria a relação de homens dominando homens por meio da violência legítima.

## Formas de legitimação da dominação
São três os tipos de justificações e legitimações básicas da dominação:
- Dominação tradicional: exercida pelo patriarca e pelo príncipe patrimonial de outrora. Dá-se pela crença na santidade de quem dá a ordem e de suas ordenações, como na manifestação da autoridade patriarcal, em que o senhor ordena e os súditos obedecem. O ordenamento é fixado pela tradição e sua violação seria uma afronta à legitimidade da autoridade. Os dominados são totalmente dependentes do senhor e ganham seus cargos seja por privilégios ou concessões feitas por ele. Não há um estatuto, e o senhor pode agir sem maiores limitações externas à sua vontade.
- Dominação carismática: exercida pelo profeta, ou, no campo da política, pelo senhor de guerra eleito, pelo governante plebiscitário, pelo grande demagogo ou líder do partido político. Os dominados obedecem em razão das qualidades excepcionais do dominador, as quais lhe conferem poder de mando. Um característica importante deste tipo de dominação é que a  confiança dos dominados no carisma do líder é volúvel e esta forma de dominação tende a assumir a forma da via tradicional ou legal.
- Dominação racional-legal: exercida em virtude da legalidade, pela fé na validade do estatuto legal e da competência funcional, baseada em regras racionalmente criadas. É exercida pelo moderno "servidor do Estado' e demais portadores do poder que a este se assemelham. A obediência está fundamentada na vigência e aceitação da validade intrínseca da norma, e seu quadro administrativo é representado pelo estamento burocrático. A dominação racional-legal baseia-se na existência de um estatuto, que pode criar e modificar normas, desde mediante um processo legal previamente estabelecido. Nessa forma de dominação, o dominado obedece à regra (não a uma pessoa), independentemente das qualidades intrínsecas do líder. A autoridade do dominante decorre de ato normativo que lhe concede acesso a um posto previamente descrito. O cargo é impessoal, ou seja, não pertence a um determinado indivíduo. Um exemplo do uso da dominação legal é o Estado Moderno, no qual há uma hierarquia organizada e regulamentada. A forma mais pura de dominação legal é a burocracia.

## Viver “da” e “para” a política
Weber discorre sobre o processo de formação do Estado Moderno (resultado da monopolização dos meios de gestão da violência), destacando como ele foi acompanhado com o surgimento de uma figura muito peculiar no Ocidente: o político profissional.
Ele diferencia dois tipos essenciais do políticos: os que vivem para a política e os que vivem da política.
O político que vive da política é aquele que não possui recursos materiais para a sua subsistência para além dos recursos provindos da própria atividade política. Sua atuação pública se confunde com uma luta não apenas por ideais comuns ou interesses de classes, mas também pela conquista de meios de conseguir renda, o que de alguma forma prejudica a capacidade de distanciamento para a análise racional dos problemas de seu cotidiano enquanto profissional da política.
Já o político que vive para a política representaria o tipo ideal no âmbito de atributos do político vocacionado, pois sua independência diante da remuneração própria da atividade política significa, também, uma independência de seus objetivos no decorrer da vida pública. Sua conduta pode esta voltada para a busca de prestígio, honra, ideais, ou até mesmo do “poder pelo poder”, mas não tomaria como prioridade a busca por recompensas financeiras em decorrência da profissão política, pois já disporia de recursos materiais suficientes.

## Ética da responsabilidade e ética das finalidades
Weber sustenta que o resultado final da ação política mantém com frequência, e às vezes regularmente, uma relação totalmente inadequada e por vezes até mesmo paradoxal com o seu sentido original. A abordagem ética da política apresentaria uma série de peculiaridades. Ele sustenta que na política, muitas vezes o “bem” pode gerar o “mal”.
Weber distingue duas éticas da ação política, a ética das últimas finalidade (ou ética da convicção) e ética da responsabilidade. A primeira, a ética da convicção, corresponde às ações de um indivíduo que coloca em primeiro plano as crenças e objetivos que juga irrenunciáveis. Um membro de uma determinada seita pacifista, por exemplo, pautaria sua ação política por abster-se completamente de atos violentos, pois, como parece óbvio, paz geraria paz e violência, violência. Nada pareceria mais paradoxal que o uso da força em busca de suas utopias pacifistas.
Todavia, retomando o exemplo da “seita pacifista”, que é um exemplo utilizado pelo autor, na eminência de um conflito armado, alheio à vontade dos membros da seita, toda a comunidade pacifista ficaria à mercê dos invasores, pois não disporiam de meios materiais para protegerem sua comunidade. Tal situação remete-nos à necessidade do político vocacionado priorizar a lógica de uma ética da responsabilidade, pois, para Weber, quem deseja dedicar-se a política, e especialmente a política como vocação, tem de compreender esses paradoxos éticos. O meio decisivo para a política é a violência e um líder político não pode furtar-se a obrigação de empregá-la.
Contudo, o autor indaga que não podemos prescrever a ninguém que deva seguir uma ética de fins absolutos ou uma ética de responsabilidades, embora reconhece que um político vocacionado deve ser movido primordialmente pelo ética da responsabilidade. Mais ainda, ele afirma que a ética de fins últimos e a ética de responsabilidade não são contrastes absolutos, mas antes suplementos, que só em uníssono constituem um homem genuíno – um homem que pode ter a "vocação para a política".

## Atributos de um político vocacionado
A raiz da “vocação” está intimamente ligada do tipo de dominação carismática. A este tipo de dominação que Weber se dedica no decorrer do texto. Os homens não obedecem ao líder carismático em virtude da tradição ou da lei, mas porque acreditam nele.
Há três qualidades que fazem o político vocacionado:
- Paixão: dedicação apaixonada a uma causa. Isso não significa uma sentimento movido por uma excitação estéril, mas pela clareza e conduta responsável em torno de ideais e utopias;
- Senso de responsabilidade: como guia de ação;
- Senso de proporções: capacidade de deixar que as coisas atuem mantendo-se com uma calma íntima. O político deve ser capaz de conseguir distanciar-se dos problemas e analisá-los com gravidade e sobriedade.

Weber afirma que um dos desafios do político vocacionado é o de superar um inimigo bastante comum e demasiado humano: a vaidade vulgar.